# رافائل گراخ
رافائل گراخ (روسی: Рафаель Давидович Грач؛ ۶ اوت ۱۹۳۲ – ۱۴ ژوئن ۱۹۸۲) اسکیت‌باز سرعت اهل اتحاد جماهیر شوروی سوسیالیستی بود.